# Monstera pittieri
Monstera pittieri Engl. – gatunek wieloletnich, wiecznie zielonych pnączy z rodziny obrazkowatych, pochodzący z obszaru od Kostaryki do Kolumbii, zasiedlający lasy deszczowe strefy równikowej.